# Приозерный сельсовет (Амурская область)
Приозе́рный сельсове́т — упразднённое сельское поселение в Ивановском районе Амурской области.
Административный центр — село Солнечное.

## История
16 февраля 2005 года в соответствии с Законом Амурской области № 440-ОЗ муниципальное образование наделено статусом сельского поселения.
Упразднён в январе 2021 года в связи с преобразованием муниципального района в муниципальный округ.

## Население
| 2002 | 2010 | 2011 | 2012 | 2013 | 2014 | 2015 |
| ---- | ---- | ---- | ---- | ---- | ---- | ---- |
| 650  | ↘561 | ↘559 | →559 | ↘542 | ↘518 | ↗526 |
| 2016 | 2017 | 2018 |      |      |      |      |
| ↘514 | ↘493 | ↗495 |      |      |      |      |

## Состав сельского поселения
| № | Населённый пункт | Тип населённого пункта       | Население |
| - | ---------------- | ---------------------------- | --------- |
| 1 | Надежденское     | село                         | ↘83       |
| 2 | Солнечное        | село, административный центр | ↗412      |